# Ученик мастера
Ученик мастера (англ. Tai Chi 0) — китайский 3D-фильм о боевых искусствах 2012 года режиссера Стивена Фунга.

## Сюжет
Фильм представляет собой вымышленный пересказ того, как стиль боевого искусства Тайцзицюань, который в течение многих поколений сохранялся в семье Чэнь Чэньцзягоу, был преподан первым посторонним, Ян Лучанем, Чэнь Чансином. 